# متصالبة صغيرة الأزهار
متصالبة صغيرة الأزهار (الاسم العلمي:Crossosoma parviflora) هو نوع من النباتات يتبع جنس المتصالبة من الفصيلة المتصالبية.